# De kronieken van Valisar
De Kronieken van Valisar, ook wel de Valisar Trilogie genoemd, is een epische fantasyserie geschreven door de Australische schrijfster Fiona McIntosh. Het eerste boek, De Koninklijke Banneling, werd gepubliceerd in 2008 en werd algemeen goed ontvangen. In 2009 werd het boek vervolgd in Het Bloed van de Tiran en in 2010 in De Razernij van een Koning. De serie werd uitgegeven door HarperVoyager.

## Inhoud
De serie volgt het verhaal van Leo, de jonge Valisarse erfprins wiens wereld wordt verwoest door de Barbaar Loethar, die zichzelf tot keizer heeft gekroond om over de veroverde Bond te regeren. Geleid door Loethar verenigen de legers van de Steppen zich onder één enkele vlag en met slechts één enkel doel: de verwoesting van de Bond en het koninkrijk Penraven.
Loethar kijkt vooral uit naar de ondergang van Penraven, want het grootste en machtigste Rijk in de Bond zou volgens de geruchten beschikken over een bijna mythische kracht die schuilt in iedere telg van het Huis Valisar. Een macht die inhoudt dat de Valisars hun wil kunnen opleggen aan ieder levend wezen. Loethar is ervan overtuigd dat hij met die kracht onverslaanbaar zal zijn.
Tien jaar na het veroveren van de Bond heeft Keizer Loethar de Bond veranderd in een welvarend, rustig Rijk. Hij is geliefd en wordt ondertussen geaccepteerd als de gevestigde monarch. Maar er is verzet op komst, want Leonel, de rechtmatige koning, is niet dood en houdt zich verborgen bij de dievenkoning Faris, die bereid is samen met hem de overgebleven Valisars te helpen terug aan de macht te komen. Dat staat de Keizer echter niet toe.

## Boeken
- De Koninklijke Banneling
- Het Bloed van de Tiran
- De Razernij van een Koning